# Van-der-Grinten-Projektion

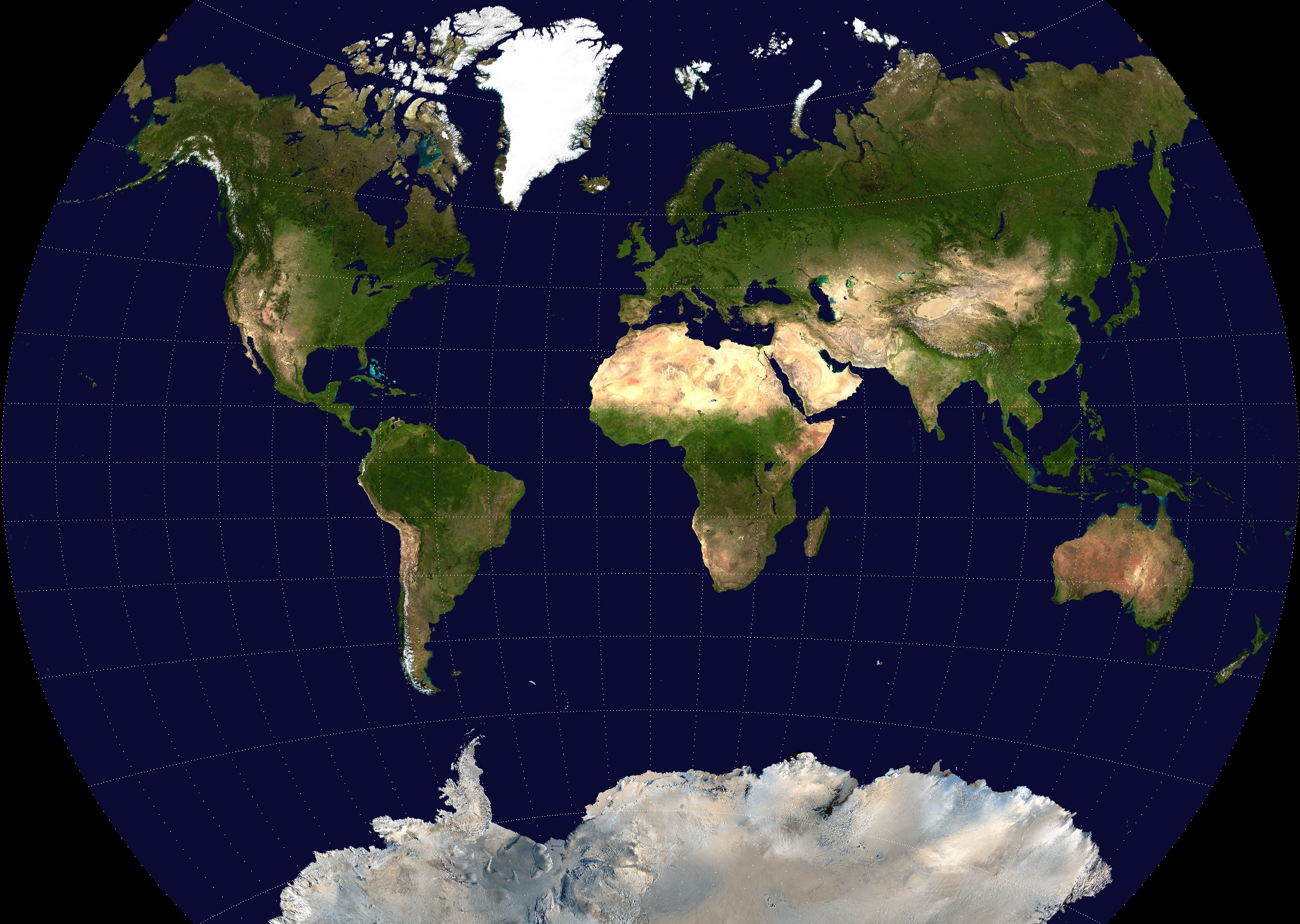
Weltkarte nach van der Grinten

Die Van-der-Grinten-Projektion ist ein im Jahre 1899 von Alphons J. van der Grinten (1852–1921) zum Patent angemeldeter Kartennetzentwurf für die gesamte Erdoberfläche.
Dabei wird die Erdoberfläche auf einer kreisförmigen Karte dargestellt. Die Darstellung ist ein Kompromiss zwischen der herkömmlichen Mercator-Projektion mit gegenüber dieser nur geringfügig verbesserten Flächenverzerrungen, und der flächentreuen Mollweide-Projektion, mit weniger Formverzerrungen als jene. Äquatorferne Länder werden zu groß dargestellt.
Diese Projektion wurde von 1922 bis 1988 von der National Geographic Society verwendet.